# Зоран Милошевић
Зоран Милошевић (Богатић, 22. август 1959) српски је социолог и научни радник. Он је доктор социологије и ради као научни саветник на Институту за политичке студије у Београду. Вишеструко је награђиван за своје научне радове.

## Биографија
Милошевић је дипломирао на Војној академији копнене војске у Београду (1983). Магистрирао је на Факултету политичких знаности у Загребу (1987), а докторирао на Филозофском факултету у Српском (Источном) Сарајеву (2000) на тему: Савремена друштвена доктрина Римокатоличке цркве, стекавши титулу доктора социолошких наука.
Објавио је више од 1000 библиографских јединица. Бави се социологијом религије, политичком социологијом и геополитиком. Међу објављеним монографијама издвајају се Друштвена доктрина Римокатоличке цркве, Од Малоруса до Украјинаца: прилог проучавања промене културног и националног идентитета Малоруса (преведена на руски), Турска и неоосманизам и Терористи или жртве Запада: муслиманско питање у Европској унији (Преведена на арапски језик и објављена у Ираку). Поред наведеног, Милошевић је организовао више међународних конференција и приредио зборнике радова са истих. На пример, Светост и идентитет: улога светаца и светости у формирању идентитета православних народа, Светост и дух времена, Историја као инструмент геополитике... Такође је члан редакција или рецензент неколико часописа који излазе у Руској Федерацији. За научни рад награђиван је у Руској Федерацији.
Водио је пројекат Демократски и национални капацитети политичких институција Србије у процесу међународних интеграција (179009), који финансира Министарство просвете и науке Републике Србије.
Објављивао је радове у Србији, Русији, Словенији, Хрватској, БиХ, Белорусији, Казахстану, Канади и Ираку.